# ÖBB 2016
Die Fahrzeuge der Reihe 2016 der Österreichischen Bundesbahnen (ÖBB) sind vierachsige dieselelektrische Lokomotiven, die unter der Bezeichnung Hercules seit 2002 im Einsatz sind. Sie gehören der mittleren Leistungsklasse an und werden vor allen Zugarten eingesetzt. Auch der Verschub und Fahrverschub auf Dieselstrecken wird mittlerweile durch die 2016 geprägt.

## Geschichte
Ende der 1990er Jahre wurde der Personen- und Güterverkehr auf den nicht elektrifizierten Strecken der Österreichischen Bundesbahnen (ÖBB) überwiegend mit Fahrzeugen aus den 1960er und 1970er Jahren betrieben. Zur Erneuerung der Fahrzeugflotte veröffentlichte die ÖBB 1997 eine Ausschreibung, um die Reihen 2043/2143 und 2050 zu ersetzen.
Der Auftrag über zunächst 40 Streckendiesellokomotiven wurde an Siemens AG, Österreich vergeben und in Verantwortung von Siemens Transport Systems, Erlangen konstruiert und gefertigt. 1999 wurde eine erste Option für 30 weitere Lokomotiven gezogen. Die erste Lokomotive wurde im Jahr Januar 2002 inbetriebgenommen. Später wurde eine Option über 30 weitere Lokomotiven gezogen.

## Einsatz
Grundsätzlich sind die Loks der Reihe 2016 in ganz Österreich anzutreffen (Ausnahme Vorarlberg). Die meisten Maschinen sind in den Zugförderungsstellen Graz und Wiener Neustadt stationiert, da Strecken wie die Lavanttalbahn, Steirische Ostbahn, Radkersburger Bahn oder Thermenbahn im Bundesland Steiermark, als auch beispielsweise die Gutensteiner Bahn oder die Mattersburger Bahn im Bundesland Niederösterreich viele Diesel-Lokomotiven benötigen.
Im Güterzugdienst kommen die in Graz stationierten Loks bis ins kroatische Rijeka.
Seit dem Fahrplanjahr 2020/2021 kommen vier Maschinen im Personenverkehr zwischen Bratislava, Dunajská Streda und Komárno in der Slowakei zum Einsatz. Grundlage ist eine Kooperation mit der slowakischen Železničná spoločnosť Slovensko beim Betrieb dieser Strecke.

## Konstruktion
Die Konstruktion der Reihe 2016 entspricht im Wesentlichen dem der ER20. Unterschiede gibt es nur bei einigen Ausstattungen, die speziell von der ÖBB gefordert wurden.
Ein 2.000 Kilowatt leistender Dieselmotor mit angeflanschtem Drehstrom-Synchrongenerator erzeugt dabei den Strom für die vier Fahrmotoren (Einzelachsantrieb).